# Fernet Branca

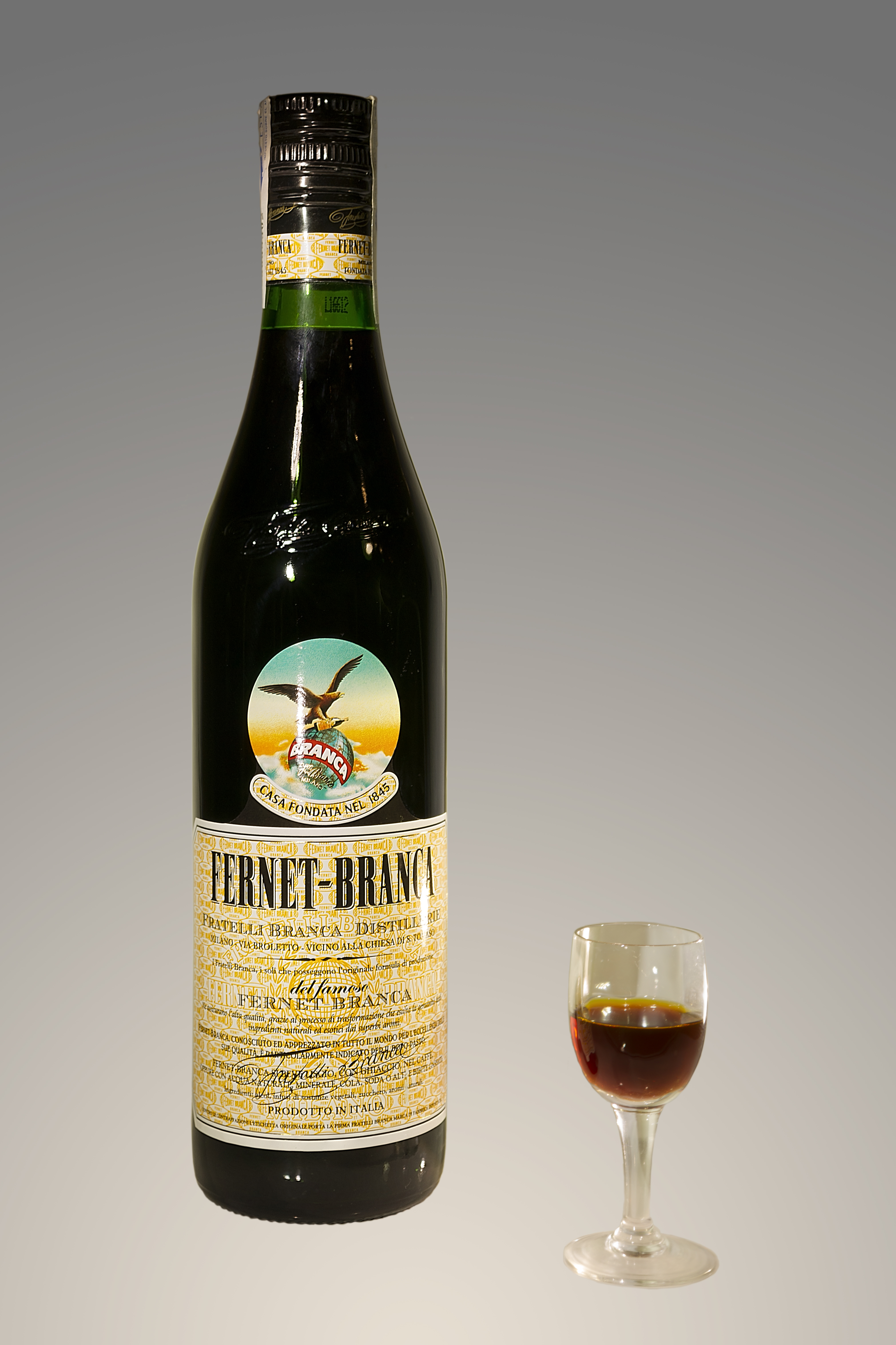
Fernet Branca

Fernet Branca – włoskie digestivo, czyli gorzka wódka ziołowa – we Włoszech zwana amaro.
Składa się z wyciągu z ziół, m.in.: mirry, kardamonu, aloesu, szafranu, rumianku, rabarbaru oraz alkoholu destylowanego z winogron, dodatkowo jest ona koloryzowana na ciemny kolor za pomocą karmelu. 
Fernet Branca zawiera ok. 40% alkoholu. Jest bardzo popularnym trunkiem w Argentynie i w San Francisco w USA. Receptura została wypracowana przez Marię Scalę w 1845 r. w Mediolanie, która po ślubie przyjęła nazwisko swego męża Branca. Stąd pochodzi nazwa trunku.